# Heilig Hartbeeld (Waspik)
Het Heilig Hartbeeld is een standbeeld in de Nederlandse plaats Waspik, in de provincie Noord-Brabant.

## Achtergrond
Het neogotisch Heilig Hartbeeld was een geschenk van een milde gever, het werd geplaatst bij de Theresiakerk van het voormalig carmelietenklooster. Het beeld werd in een grotere oplage gemaakt, identieke beelden (soms zonder kruisnimbus) staan in onder andere Geldrop, Kaatsheuvel, Riel en  Teteringen.

## Beschrijving
Het beeld is een blootsvoetse, staande Christusfiguur, naar het voorbeeld van het mozaïek Christus in majesteit in de Parijse Basilique du Sacré-Cœur. Hij is gekleed in een lang gewaad en houdt zijn armen wijd gespreid, in zijn handen toont hij de stigmata. Op zijn borst is te midden van een stralenkrans het vlammende Heilig Hart zichtbaar, omwonden door een doornenkroon en bekroond met een klein kruis. Achter zijn hoofd is een kruisnimbus geplaatst.
De bakstenen sokkel heeft ingezwenkte hoeken en vier spitsboognissen. Op een daarvan is het Christusmonogram aangebracht, op een ander "P.v.B. / 1941".

## Waardering
Het beeldhouwwerk werd in 2002 in het monumentenregister ingeschreven als rijksmonument, het "beeld is van algemeen belang. Het heeft als vroeger bedevaartsoord cultuurhistorische waarden als bijzondere uitdrukking van een culturele en geestelijke ontwikkeling".